# B'z LIVE-GYM 2010 "Ain't No Magic" at TOKYO DOME
『B'z LIVE-GYM 2010 "Ain't No Magic" at TOKYO DOME』（ビーズ・ライブジム・ツーサウザンドテン・エイント・ノー・マジック・アット・トーキョー・ドーム）は、日本の音楽ユニット、B'zの13作目の映像作品。DVDと自身初のBlu-ray Discで発売された。

## 概要
2010年1月から3月にかけて開催されたライブツアー『B'z LIVE-GYM 2010 "Ain't No Magic"』の、2010年3月7日に行われた東京ドームファイナル公演の模様を収録。本ツアー終了後、2010年はソロ活動を優先したためCDのリリースが全く無く、同年にリリースされたB'zとしての唯一の作品となった。
本ツアー最大の目玉は「フライング・ステージ」の演出である。これは、重量8t・縦幅12m・横幅18m・高さ3mの巨大なステージが、フルセットのバンドを乗せて演奏しながら客席の頭上を通り過ぎるというもの。本作収録の東京ドーム公演でも、アリーナ最後方まで約90mを縦断した模様が収録されている。歌い手だけの移動や少数人数での移動という前例はあるが、フルセットのバンド全体での移動は史上初の演出である（パッケージ裏面に記載）。その他にも数多くのファイヤーフレームが使用されたり、無数の巨大風船が客席に転がり出てくるなど、様々な仕掛けが演出に組まれた。
2010年8月9日付オリコン週間DVDランキングで、発売初週で総合首位を獲得。B'zのミュージックDVD総合首位は7作連続となり、KinKi Kidsと並び「ミュージックDVD総合首位連続獲得数」記録で（当時の）歴代1位タイとなった。また、同時発売のBlu-ray Disc版（以下BD）では4.2万枚を売り上げ、ミュージックBDランキング1位、総合BDランキング2位（オリコン調べ）を獲得し、歴代ミュージックBD売上の最高記録だった「『けいおん! ライブイベント 〜レッツゴー!〜』Blu-ray」（6月30日発売）の累積2.6万枚を発売1週目にして上回った。
DVD版は翌週も音楽チャート第1位を獲得した。ちなみに2位にはビーイング所属のGARNET CROWの『GARNET CROW livescope 2010 〜THE BEST TOUR〜』がランクインし、ビーイング勢が1位・2位を独占した。

## 収録会場
東京ドーム（2010年3月7日公演）

## 演奏

### メンバー
- 松本孝弘：ギター、プロデュース
- 稲葉浩志：ボーカル

### サポートメンバー
- 増田隆宣：キーボード
- シェーン・ガラース：ドラム
- バリー・スパークス：ベース

## 収録内容
1. DIVE
  - 本曲の前に松本のギターソロと「Introduction」が演奏され、そのままイントロに入る。アルバムバージョンでの演奏。「Introduction」において、Blu-ray盤にはないノイズがDVD盤で確認できる。
2. Time Flies
  - 音源とはイントロのアレンジが異なる。サビの要所にピッキング・ハーモニクスを追加したアレンジで披露。
3. MY LONELY TOWN
  - 稲葉と松本の「B'zのLIVE-GYMにようこそ！」からイントロがスタート。ステージ中央のモニターには、PVの撮影を行った軍艦島が登場。
4. 今夜月の見える丘に
  - 松本による「ムーン・リバー」の演奏から続いてイントロがスタート。
5. PRAY
  - 大サビ部分で観客とともに合唱。
6. TIME
  - 『B'z LIVE-GYM The Final Pleasure "IT'S SHOWTIME!!"』以来、約7年ぶりに演奏。
7. TINY DROPS
  - ステージ中央のモニターには雫の映像が映し出され、最後は海の映像となり次曲につながる。
8. OCEAN
  - 曲終了後、増田隆宣のピアノ・シンセサイザーを用いたソロがある。
9. LOVE PHANTOM
  - 音源ではストリングスで演奏されている前奏部分をすべてギターで演奏している。
10. MAGIC
  - アルバムタイトルについてのMCからスタート。ギターソロ終了後、ラストサビ直前で手拍子を煽る。
11. Mayday!
  - バンドメンバー全員を乗せたフライング・ステージが稼動し、ドーム後方に移動。
12. love me, I love you
  - 『B'z LIVE-GYM 2005 "CIRCLE OF ROCK"』以来、約5年ぶりの演奏。引き続き、ドーム後方での演奏。
13. ultra soul
  - 再びフライング・ステージが稼動し、元のステージに移動。DVD版では、ここでDISC1が終了。
14. LOVE IS DEAD
  - 『B'z LIVE-GYM 2003 "BANZAI IN NORTH AMERICA"』以来、約7年ぶりの演奏。映像化は本作が初となった。
  - イントロでは後にラリー・カールトンとの共作として発表される「JAZZY BULLETS」を演奏[注釈 1]。曲の最後に稲葉のロングシャウトがある。
15. IT'S SHOWTIME!!
  - イントロで花火が打ちあがる。
16. Freedom Train
  - ステージの左右で、電車を模したステージが床からせり上がる。稲葉が、間奏の台詞を拡声器で通している。演奏終了後、サポートメンバーのバンドセッションが入る。
17. だれにも言えねぇ
  - ギターソロ終了後、「だれにも言えねぇ井戸」というセットが登場し、井戸の中を覗いた稲葉が「だれにも言えねぇ」ことをぼやく。本作収録の千秋楽のみ、松本も参加した。
  - 井戸のコーナーが終わると、ラストサビが始まる。アウトロでは稲葉がステージ上のボックスに仰向けになりながらシャウトを行う。
18. MOVE
  - 映像化は本作が初。本曲から「long time no see」までノンストップで演奏される。
19. 愛のバクダン
  - 上方から巨大な風船が観客席に舞い降りる。2番のAメロを全て観客に歌わせている。
20. long time no see
  - ギターソロ終了後、稲葉と観客とのコール&レスポンスが行われ、最後に稲葉がロングシャウトを披露し演奏に戻る。
21. 愛のままにわがままに 僕は君だけを傷つけない
  - ここからアンコール。オリジナルバージョンでの演奏は『B'z LIVE-GYM The Final Pleasure "IT'S SHOWTIME!!"』以来、約7年ぶり。本曲がツアーの全公演で演奏されたのは初めてである。間奏後のCメロを観客に歌わせている。
22. イチブトゼンブ
  - 「イチブトゼンブ -Ballad Version-」が1番サビまで演奏された後、オリジナルバージョンが最初から演奏される。

・メンバー退場後、東京の夜景をバックにスタッフロールが流れる。エンディング曲は「PRAY」。